# 块根芦莉草
块根芦莉草（学名：Ruellia tuberosa），又名块茎芦莉草、球根蘆莉（minnieroot）、消渴草，为爵床科卢利草属下的一个种。其种加词“tuberosa”意为“块根的”。原產於熱帶美洲，但如今已在熱帶南亞與東南亞多處國家成為本土植物。
部分蝴蝶物種如鱗紋眼蛺蝶與育齡眼蛺蝶會吸食块根芦莉草的葉子。

## 外觀與特性
块根芦莉草是两年生植物，具有厚实的块根與向外突出的漏斗形紫罗兰色花朵。它的果實長2公分，無梗，形狀似膠囊，裡面約有20顆種子。它有一些名字如噴射莢（popping pod）、惡靈槍（duppy gun）與酥脆植物（cracker plant），是因為小孩會用水或口水玩弄乾掉的種子讓它爆開。
块根芦莉草通常可在陰暗潮濕處被發現，但是它較常生長在草地或路邊，也可能長在耕地內被當做雜草，有時也能在乾旱處與雜草叢中找到。
在傳統醫學與阿育吠陀醫學中，块根芦莉草被用作利尿剂，抗糖尿病药，解热药，镇痛药，抗高血压药，保胃药與治疗淋病。
块根芦莉草也被用作纺织品的天然染料。

## 名稱
「消渴」一詞源於素問奇病論，病證名。引入初期取其屬名音譯「蘆莉」，而有藍蘆莉，塊根蘆莉等名稱。

## 文献
1. ↑  [.   [2014-06-13]. （原始内容存档于2019-06-08）. {{subst:PAGENAME}} en PlantList]
2. ↑  .   [2014-06-13]. （原始内容存档于2019-06-08）.
3. ↑  . Natural Resources Conservation Service PLANTS Database. USDA.   [25 October 2015] （英语）.
4. ↑  .   [2018-01-15]. （原始内容存档于2019-01-29）.
5. ↑  Jeannette Allsopp, Dictionary of Caribbean English usage, University of the West Indies Press, 2003, ISBN 978-976-640-145-0
6. ↑  .   [2018-01-16]. （原始内容存档于2017-12-08）.
7. ↑  Lans  C.A., Ethnomedicine as used in Trinidad and Tobago for urinary problems and diabetes mellitus; J. Ethnobiol. Ethnomed. 200
8. ↑  Effect of Chitosan and Mordants on Dyeability of Cotton Fabrics with Ruellia tuberosa Linn.[永久]
9. ↑  藥用植物拾趣（一版 2002）頁173，國立自然科學博物館 出版 ISBN 957-8503-76-8